# 損保ジャパン本社ビル
損保ジャパン本社ビル（そんぽジャパンほんしゃビル）は、東京都新宿区西新宿にある超高層ビル。第19回BCS賞受賞。

## 概要
1969年、損害保険ジャパンの前身である安田火災海上社長だった三好武夫は、米国中の超高層ビル40以上を視察。その時にシカゴにあるザ・ファースト・ナショナル・バンク・オブ・シカゴ本店ビル（現：チェースタワー）の珍しい末広がりの形に強い印象を受け、そのイメージをベースにデザインされた。白と茶色のツートーンカラーに、裾がスカートのように広がった形をしているビル。"パンタロンビル"の名で呼ぶ人もいる。
1976年5月、西新宿の青梅街道沿いに安田火災海上本社ビルとして開業。その後の安田火災の経営統合によって、ビル名称も変更を遂げ、2020年に現名称となった。損害保険ジャパンおよびその持株会社であるSOMPOホールディングス等が本社を置く。
安田火災の前身である東京火災の南莞爾社長時代から、青年画家・東郷青児を後援し、その作品をパンフレットやカレンダーに用いた。この縁から東郷が自作200点やコレクションを提供し、ビルが開業した年の7月、42階に東郷青児美術館（現：SOMPO美術館。2020年7月、敷地内に新築移転）が開館している。

## 歴史
- 1976年　安田火災海上本社ビルとしてオープン。
- 1978年　第19回BCS賞を受賞。
- 2002年　損害保険ジャパン（初代）発足に伴い損害保険ジャパン本社ビルに名称変更。
- 2014年　損害保険ジャパン日本興亜発足に伴い損害保険ジャパン日本興亜本社ビルに名称変更。
- 2020年　損害保険ジャパン日本興亜が損害保険ジャパン（2代目）への商号変更に伴い再度損害保険ジャパン本社ビルに名称変更。
- 2020年7月　敷地内にSOMPO美術館が開館。

## アクセス
- JR新宿駅より徒歩6分
- 都営地下鉄大江戸線新宿西口駅または都庁前駅より徒歩4分
- 東京メトロ丸ノ内線西新宿駅より徒歩4分

## 画像

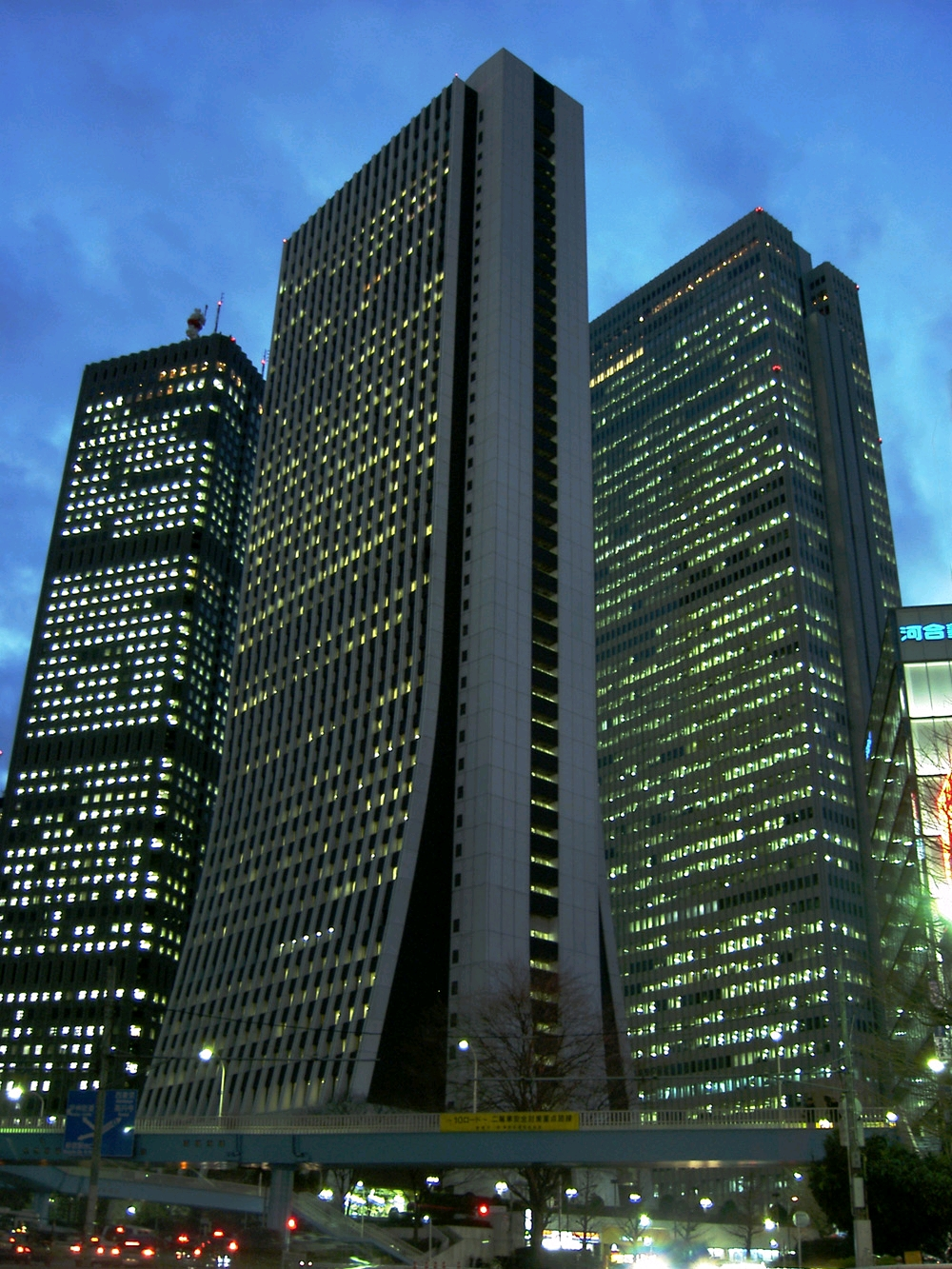
隣接する高層ビル群との夜景
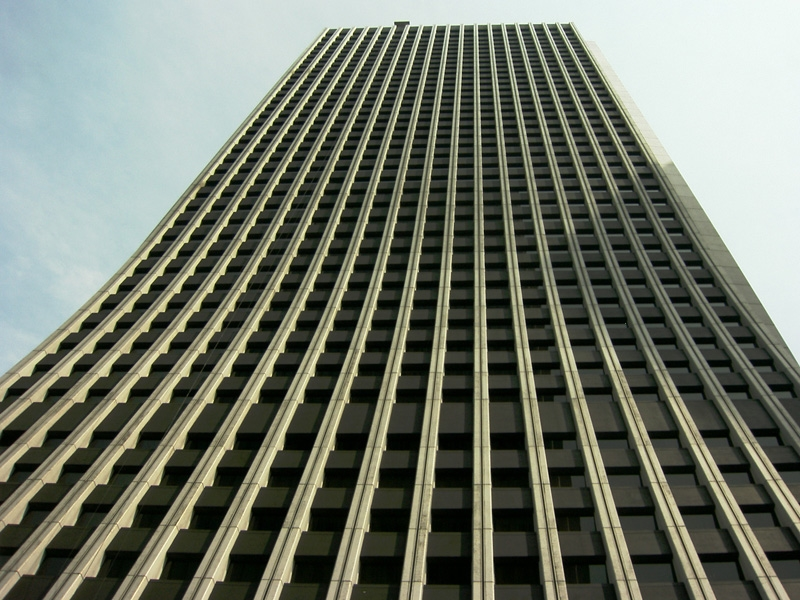
下から望むビル全景
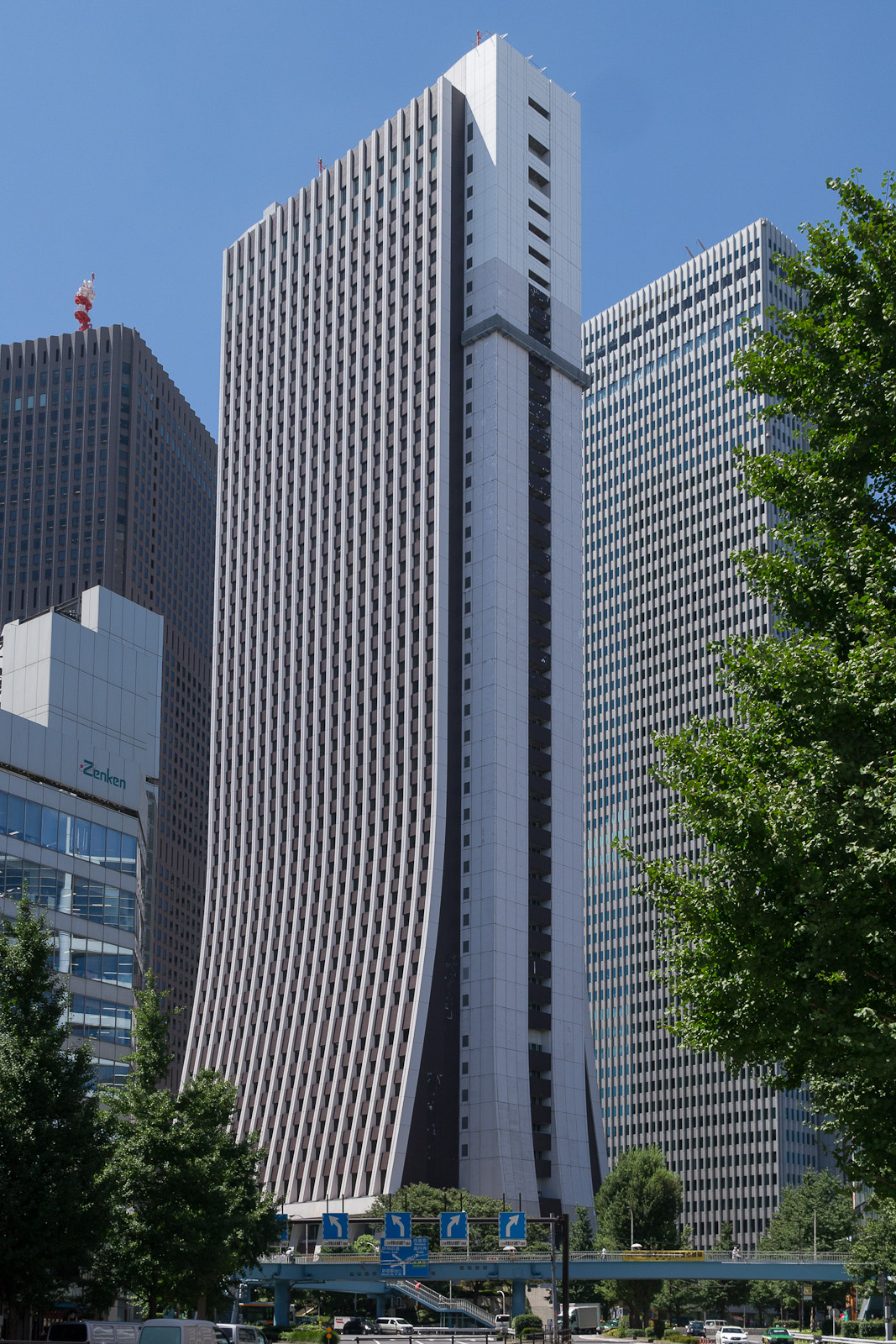
青梅街道から望むビル全景
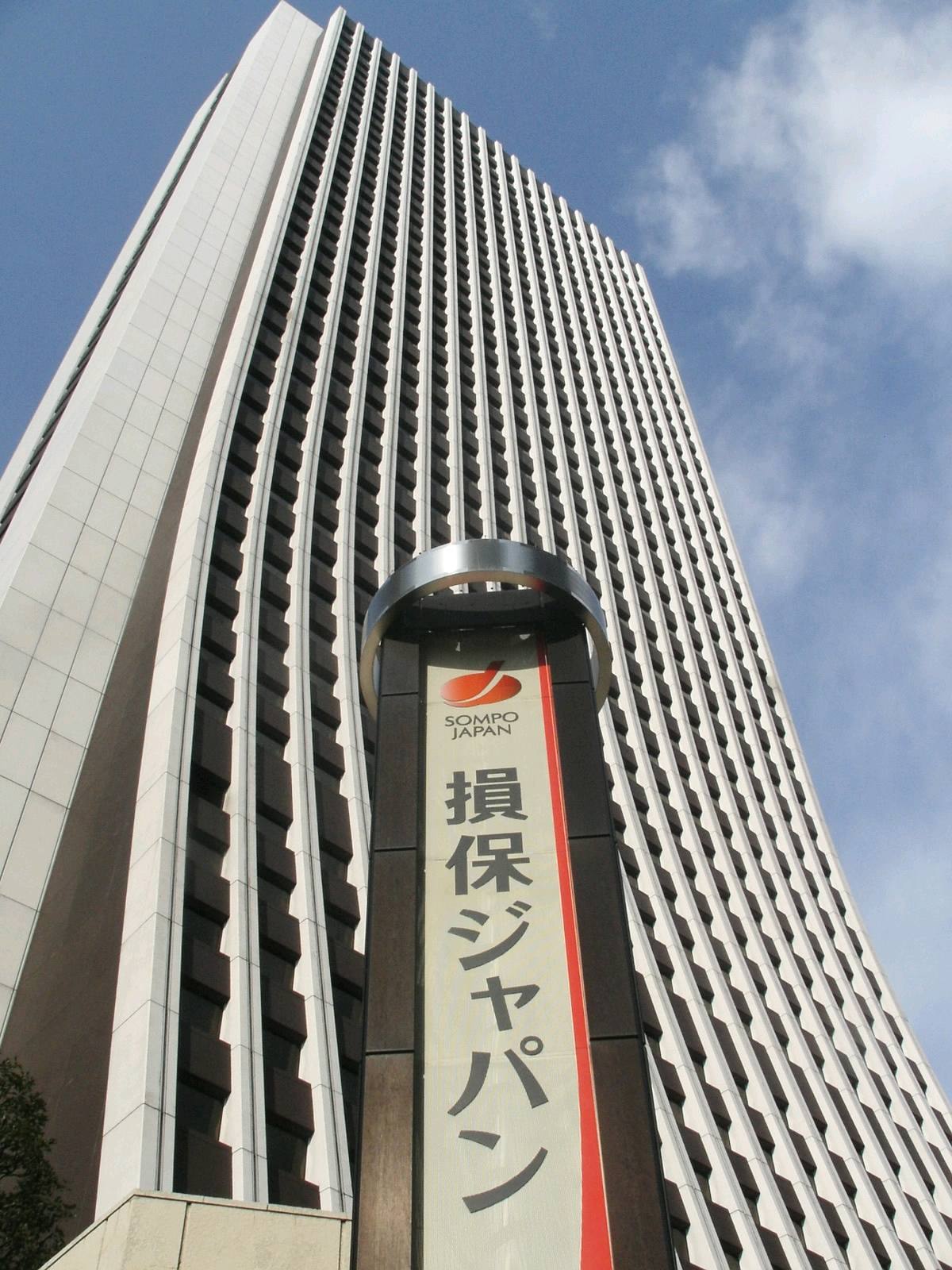
西新宿一丁目交差点の歩道から望むビル全景
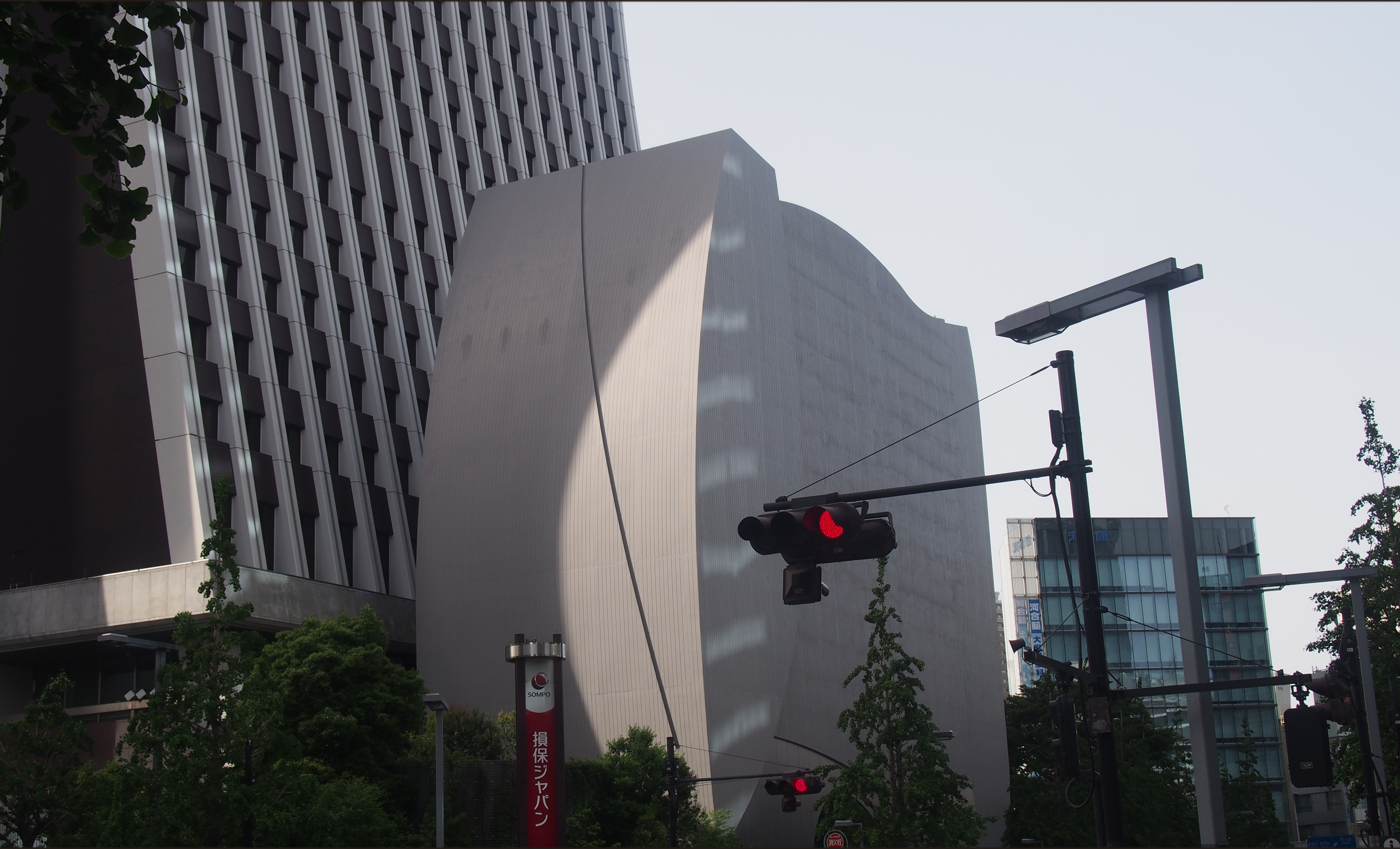
敷地内にあるSOMPO美術館
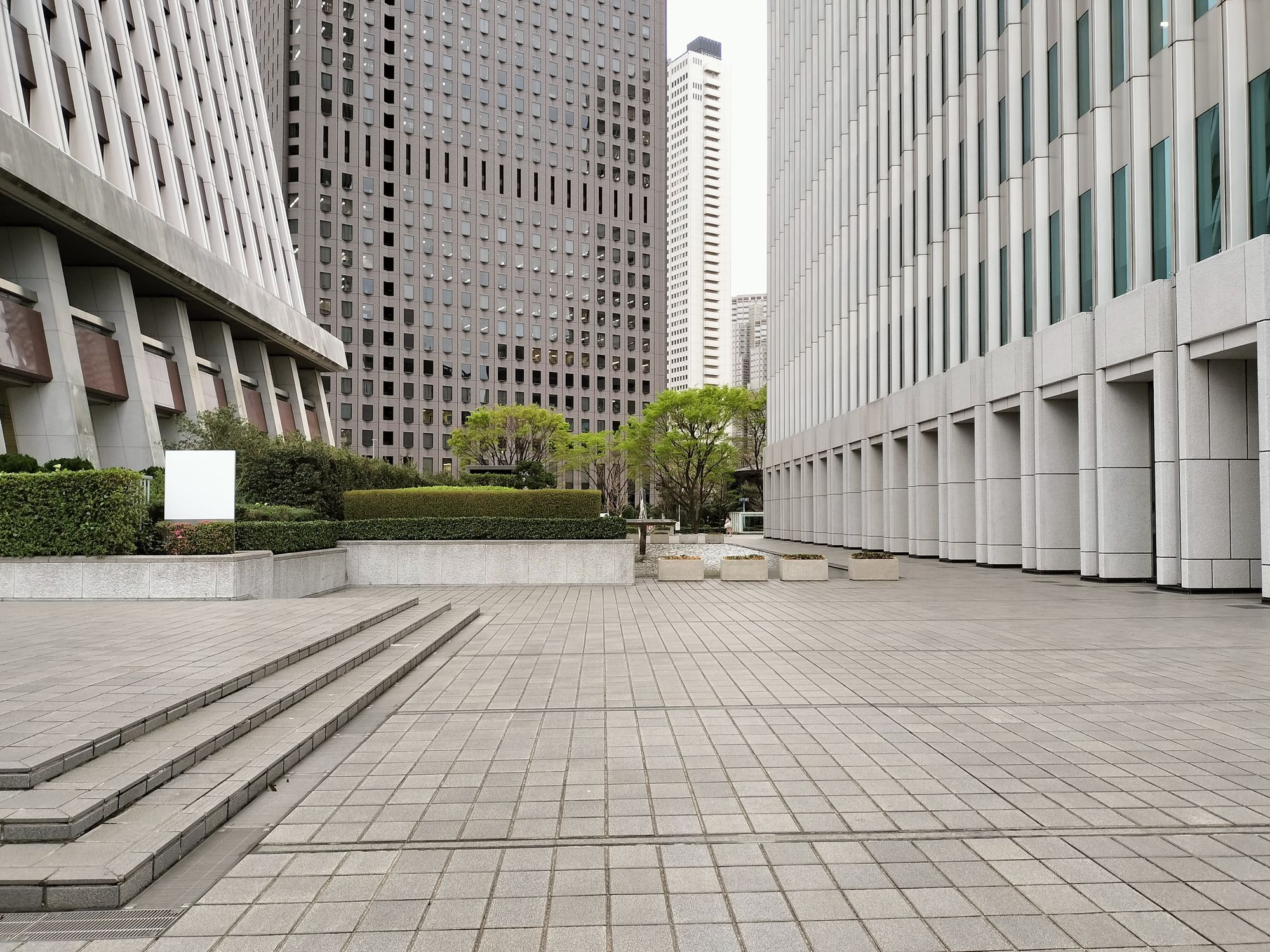
野村ビルとの間は広場となっている